# Gaya Gur-Aryeh

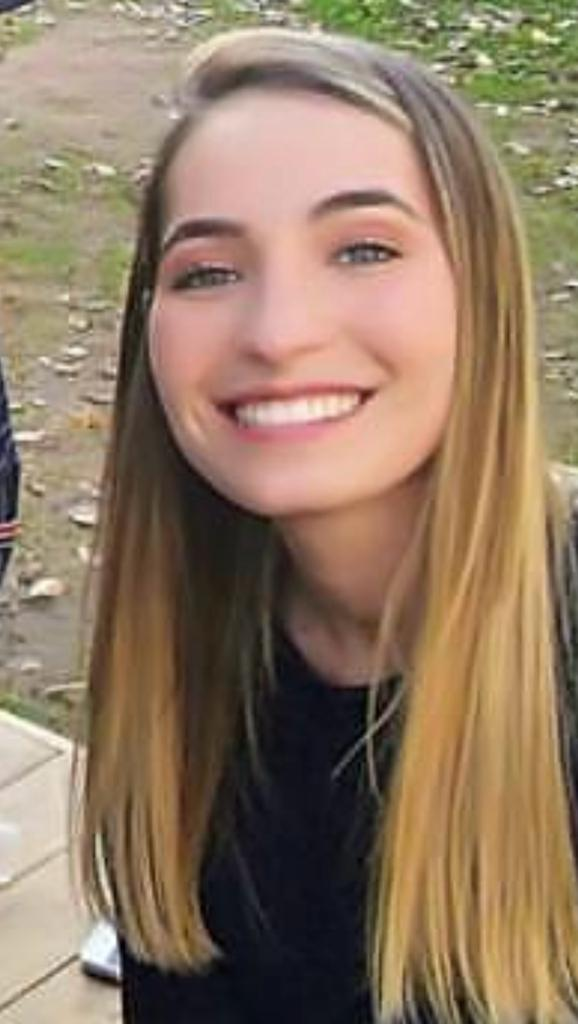
Gaya Gur-Aryeh

Gaya Gur-Aryeh (hebräisch גאיה גור אריה; * 22. November 1995 in Tel Aviv-Jaffa) ist eine israelische Schauspielerin.

## Leben und Karriere
Gur-Aryeh wurde am 22. November 1995 in Tel Aviv-Jaffa geboren. Neben ihrer Rolle in Ne'elamim war sie in weiteren Produktionen zu sehen, darunter die Disney-Serie Diario de amigas, in der sie Elinor Kessler spielte. Auch in der Serie Violetta hatte sie 2013 eine Rolle als Libi.
Von 2012 bis 2013 war Gur-Arieh in der Serie Yomanei HaChofesh HaGado zu sehen. Unter anderem wurde sie 2017 für den Film Mu'adon Gachanonim: Hasart gecastet. Außerdem spielte sie 2018 in der Serie Traning mit. 2021 trat sie in Shuster and Shuster auf.

## Filmografie
- 2010: Violetta (Fernsehserie, 1 Episode)
- 2012–2013: Yomanei HaChofesh HaGadol (Fernsehserie)
- 2016–2019: Ne'elamim (Fernsehserie)
- 2017: Mu'adon Gachanonim: Hasart
- 2018: Traning (Fernsehserie)
- 2021: Shuster and Shuster (Fernsehserie)